# Laura Garavini

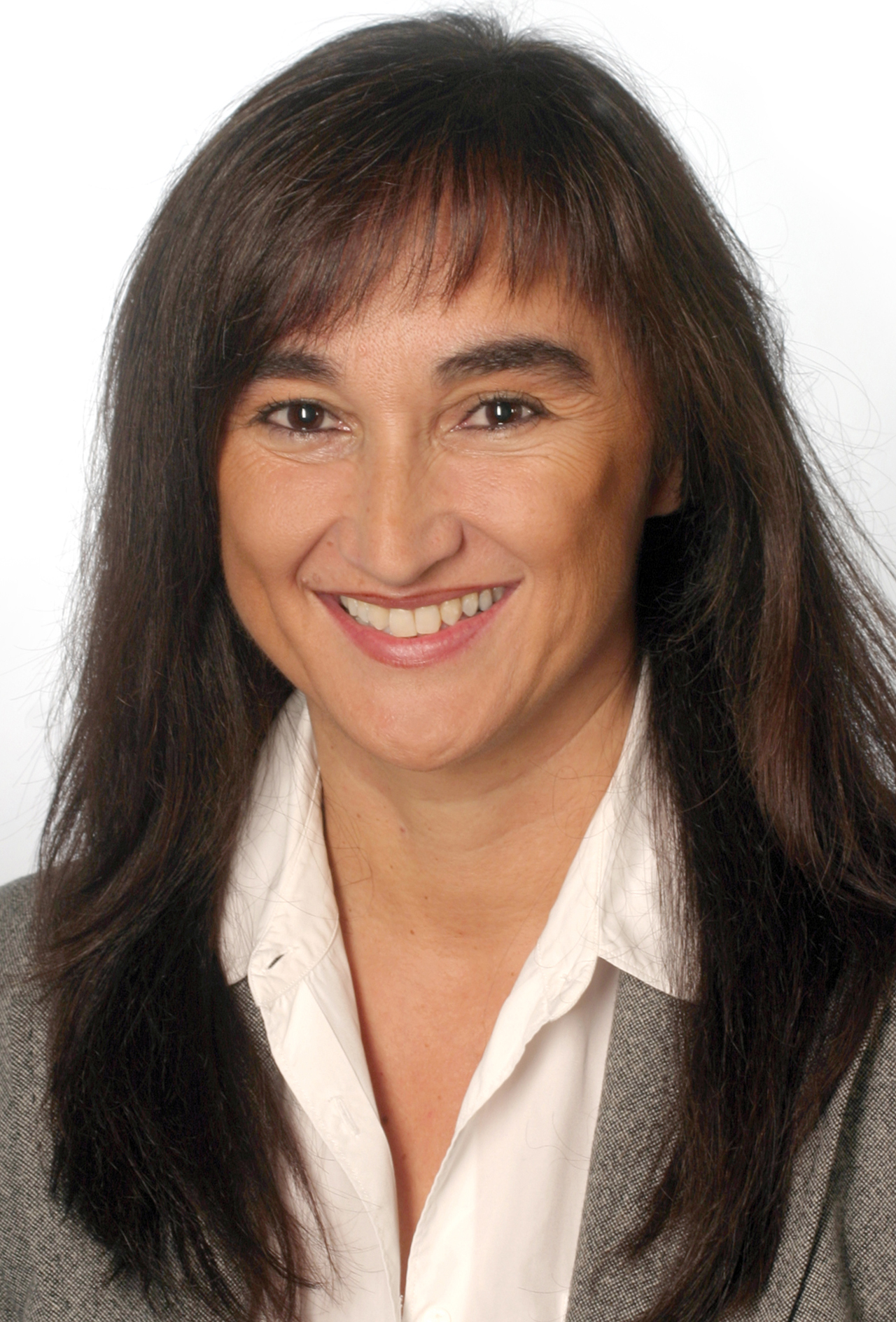
Laura Garavini (2013)

Laura Garavini (* 23. Juli 1966 in Vignola) ist eine deutsch-italienische Politikerin. Seit 2003 besitzt sie neben der italienischen auch die deutsche Staatsbürgerschaft. Garavini war Mitglied des Senats im italienischen Parlament.

## Familie, Ausbildung und Beruf
Garavini wuchs in Vignola in der Provinz Modena auf und schloss dort ihre Matura ab. Anschließend absolvierte sie ein Studium der Politikwissenschaft und der Soziologie an der Universität Bologna. An der Universität Luiss in Rom machte sie einen Master im Management europäischer Gemeinschaftsprojekte.
1989 kam Garavini nach Deutschland. Dort war sie an der Christian-Albrechts-Universität in Kiel tätig, unterrichtete italienische Emigrantenkinder im Auftrag des italienischen Generalkonsulats in Hamburg und arbeitete ab 1996 für das von der Bundesregierung finanzierte Integrationsprojekt „Pro Qualifizierung“ in Köln. Ab 1999 war sie in Berlin Leiterin der italienischen Sozialberatungsstelle ITAL-UIL beim DGB Berlin-Brandenburg. Von 2004 bis zum Beginn ihrer Tätigkeit als Abgeordnete arbeitete Garavini für den gewerkschaftsnahen Verein „Union der Italiener in der Welt“ (UIM).
Nach den Mafiamorden in Duisburg durch mutmaßliche Mitglieder der kalabrischen Mafia-Organisation ’Ndrangheta im August 2007 gründete Garavini mit prominenten italienischen Gastronomen in Berlin die Initiative „Mafia? Nein danke!“. Durch „Mafia? Nein danke!“ kam es im Dezember 2007 zur größten Rebellion gegen Mafia-Schutzgelderpressung außerhalb Italiens. Mehr als 40 italienische Restaurantbesitzer in Berlin erstatteten Anzeige nach einer Kette von Erpressungsversuchen. Die Polizei konnte zwei Mitglieder der neapolitanischen Camorra festnehmen.
Garavini ist verheiratet und hat eine Tochter.

## Politik

### Abgeordnetentätigkeit
Bei den Parlamentswahlen in Italien 2008 kandidierte Garavini auf der Liste des Partito Democratico als Vertreterin der Auslandsitaliener im Wahlkreis Europa. Sie wurde mit den meisten Präferenzvoten (25.070 Stimmen) in die Abgeordnetenkammer gewählt.
Von November 2008 bis März 2013 war Garavini Fraktionsvorsitzende des Partito Democratico im Antimafia-Ausschuss des italienischen Parlaments. Zudem gehörte sie in ihrer ersten Legislaturperiode auch dem Ausschuss für Europäische Angelegenheiten und dem Komitee für die Auslandsitaliener an. 2010 gehörte sie zu den Abgeordneten, die die Einführung eines Antimafia-Kodex für die Kandidatenlisten der Parteien bei Wahlen verlangten. Nach dem knappen Erfolg von Ministerpräsident Silvio Berlusconi in der Vertrauensabstimmung im italienischen Parlament am 14. Dezember 2010 sprach Garavini von einem „erkauften Sieg“ des Regierungschefs.
Bei den Parlamentswahlen in Italien 2013 trat Garavini als Spitzenkandidatin ihrer Partei im Wahlkreis Europa an und konnte mit einem Rekordergebnis von 37.813 Präferenzstimmen erneut ins Parlament einziehen.
Im April 2013 wurde Garavini in den Fraktionsvorstand der Demokratischen Partei in der Abgeordnetenkammer gewählt und war dort zuständig für Europa und Auswärtiges. Im italienischen Parlament ist Laura Garavini im März 2014, aus Anlass der italienischen EU-Ratspräsidentschaft ab Sommer 2014, zur Vorsitzenden der „Kommission zur Bekämpfung der organisierten Kriminalität auf europäischer und internationaler Ebene“ ernannt worden. Ab April 2014 war sie in der italienischen Abgeordnetenkammer aufgrund eines gemeinsamen Vorschlags aller Fraktionen auch Vorsitzende der deutsch-italienischen Parlamentariergruppe.
Bei den Parlamentswahlen in Italien 2018 kandidierte sie für den Senat (Senato della Repubblica) und erzielte auch hier mit 36.386 Präferenzstimmen das beste Ergebnis aller Kandidaten. Am 18. September 2019 schloss sich Laura Garavini der neugegründeten Fraktion Italia Viva von Matteo Renzi an. Dort wurde sie zur ersten stellvertretenden Vorsitzenden gewählt. Ab Februar 2020 war sie Vorsitzende des Verteidigungsausschusses im Senat.
Bei den Parlamentswahlen in Italien 2022 trat Garavini für Azione/Italia Viva im Wahlkreis Europa an. Azione/Italia Viva konnte keines der drei Mandate im Wahlkreis erringen, Garavini schied damit aus dem Parlament aus.

### Sonstiges
Am 1. Juli 2013 berief der SPD-Spitzenkandidat für die Landtagswahl in Hessen 2013, Thorsten Schäfer-Gümbel, Laura Garavini in sein Schattenkabinett, mit der Zuständigkeit für die Ressorts Europa, Integration und Kultur. Die SPD konnte bei der Landtagswahl um 7 Prozentpunkte zulegen, trotzdem kam es anschließend zu einer Regierungsbildung ohne die Sozialdemokraten.

## Auszeichnungen
- 2015: Großes Bundesverdienstkreuz[12]
- 2021: „Mund auf“-Preis der Akademie für Zahnärztliche Fortbildung Karlsruhe[13]